# Астрахань II
Астрахань II — железнодорожная станция Астраханского региона Приволжской железной дороги.

## Описание
Станция выполняет преимущественно грузовую работу, состоит из 11 путей. Часть путей в приёмо-отправочном парке для грузовых поездов, ждущих обработки или смены локомотива, остальные предназначены для транзитного прохода поездов. В северной горловине расположена разобранная эстакада, выходящей из грузового парка насыпи северного полукольца к Болдинской пристани, от южной горловины идёт действующая ветка к Болдинской пристани.

## Деятельность
Станция является одной из самых напряжённых на Астраханском регион Приволжской железной дороги. Все пригородные поезда имеют остановку на станции, из них поезд Астрахань II — Олейниково оборачивается на ней. Со станции возможны мелкие грузовые отправления. До осени 2001 года некоторые поезда дальнего следования, в основном, пассажирские или имеющие конечной станцией Астрахань I, осуществляли остановку на ней.
На некотором удалении от станции на участке намытого грунта расположено локомотивное депо Астрахань-2. В старом здании депо, расположенном непосредственно на станции, ныне располагаются путейцы.

## Общественный транспорт
К станции подходят городской автобус № 30 СМП-726 — Сквер Ульяновых, имеющее остановку у пешеходного путепровода на станции.